# 785 (numero)
Settecentottantacinque (785) è il numero naturale dopo il 784 e prima del 786.

## Proprietà matematiche
- È un numero dispari.
- È un numero composto con 4 divisori: 1, 5, 157, 785. Poiché la somma dei suoi divisori (escluso il numero stesso) è 163 < 785, è un numero difettivo.
- È un numero semiprimo.
- È un numero malvagio.
- È un numero intero privo di quadrati.
- È un numero palindromo e un numero ondulante nel sistema di numerazione posizionale a base 28 (101).
- È altresì un numero palindromo e anche un numero a cifra ripetuta nel sistema di numerazione posizionale a base 12 (555).
- È parte delle terne pitagoriche (56, 783, 785), (273, 736, 785), (425, 660, 785), (471, 628, 785), (785, 1884, 2041), (785, 12312, 12337), (785, 61620, 61625), (785, 308112, 308113).

## Astronomia
- 785 Zwetana è un asteroide della fascia principale del sistema solare.
- NGC 785 è una galassia lenticolare della costellazione del Triangolo.
- Gliese 785 è una stella nana nella costellazione del Capricorno.

## Astronautica
- Cosmos 785 è un satellite artificiale russo.

## Altri ambiti
- Route nationale 785 è una strada statale della Francia.
- Object 785 è un carro armato da combattimento.